# Antitrogus rugulosus
Antitrogus rugulosus är en skalbaggsart som beskrevs av Blackburn 1911. Antitrogus rugulosus ingår i släktet Antitrogus och familjen Melolonthidae. Inga underarter finns listade i Catalogue of Life.